# Kein Zurück
Kein Zurück ist ein Lied des deutschen Synthiepop-Duos Wolfsheim. Das Stück ist die erste Singleauskopplung aus ihrem fünften Studioalbum Casting Shadows.

## Entstehung und Artwork
Geschrieben wurde das Lied von Axel Ermes und den beiden Wolfsheim-Mitgliedern Peter Heppner und Markus Reinhardt. Aufgenommen, gemischt und produziert wurde die Single von Andreas Herbig; als Koproduzent stand ihm Oliver Pinelli zur Seite. Das Mastering erfolgte in den Hamburger Master & Servant Studios, unter der Leitung von Tom Meyer. Die Abmischungen und Aufnahmen zu Kein Zurück entstand im Tonofen Studio in Hamburg sowie in den Trixx Studios in Berlin.
Auf dem blau-orange-schwarz gehaltenen Cover der Maxi-Single ist – neben Künstlernamen und Liedtitel – ein stark vergrößerter Teil einer Zellstruktur eines Blattes zu erkennen. Das Artwork erinnert an das dazugehörige Studioalbum Casting Shadows und stammt von den Graphischen Werken Ottensen. Ein ähnliches Konzept findet sich später auf Heppners Solo-Single Was bleibt? wieder. Hier ist auch in abgewandelter Form die Zellstruktur eines Blattes zu finden.

## Veröffentlichung und Promotion
Die Erstveröffentlichung von Kein Zurück erfolgte am 17. Februar 2003 in Deutschland, Österreich und der Schweiz. Die Single wurde unter dem Musiklabel Strange Ways Records veröffentlicht und durch Indigo vertrieben. Auf der Maxi-Single sind neben der Radioversion eine Remixversion zu Kein Zurück sowie die Lieder And I … und Iou als B-Seite beinhaltet. Die Remixversion entstammt der Zusammenarbeit von Klaus Knapp und Oliver Pinelli. Bei Iou handelt es sich um eine bis dato unveröffentlichte Aufnahme Wolfsheims, die bislang auf keinem Album des Duos veröffentlicht wurde. Neben der regulären Maxi-Single erfolgte zeitgleich die Veröffentlichung eines Promo-Tonträgers. Dieser besteht aus drei Titeln und beinhaltet neben der Radioversion und der besagten Remixversion einen weiteren Remix von Mario von Hacht zu Kein Zurück. Um das Lied zu bewerben, erfolgte unter anderem ein Liveauftritt in der RTL-Musikshow Top of the Pops.

## Hintergrund
Während eines Interviews mit earshot gaben beide Wolfsheim-Mitglieder an, dass Kein Zurück neben The Sparrows and the Nightingales, Once in a Lifetime und Künstliche Welten zu ihren eigenen Lieblingsliedern gehöre.
2018 gab Heppner in einem Interview mit Radio Schwarze Welle an, dass Kein Zurück ein Lied gewesen sei, an dem er sehr lange geschrieben habe. Er sei eigenen Aussagen zufolge täglich über drei Monate lang mit dem Schreiben des Liedtextes beschäftigt gewesen. Das habe weniger damit zu tun gehabt, dass er nicht die richtigen Worte gefunden habe, um den Inhalt zu transportieren. Sein Anliegen lag darin, dass am Ende ein Text steht, über den man nicht nachdenken müsse, wenn man ihn hört. Der Text solle einen sofort einnehmen. Kein Zurück solle einen nicht über das „Hirn“, sondern „vom Bauch übers Herz“ einnehmen. Das Stück soll einen selbst an Erlebnisse aus dem eigenen Leben erinnern. Das war Heppner sehr wichtig gewesen, aber zugleich war es auch sehr schwer das mit den richtigen und verständlichen Worten zum Ausdruck zu bringen. Heppner wollte aber zugleich nicht, dass das Stück zu einer Schnulze wird. Ein falsch gesetztes Wort, eine falsche Produktionsentscheidung und das Lied könne sofort zur „Kitsch-Schnulze“ verkommen. Deswegen zogen sich die Textarbeiten über mehrere Monate. Das galt jedoch nicht nur für den Text, sondern auch für die Musik. Hier hätten sie auch zwei Produzenten und mehrere Anläufe gebraucht, um die dorthin zu bekommen. Es sei schon ein anderes Niveau, als einfach nur mit einem Text einen Inhalt zu transportieren. Nach dem aufwendigen Schreibprozess sei es für ihn aber umso schöner, dass viele Menschen entsprechend darauf reagieren und Leute ihm oft mitteilen, dass sie was ganz Persönliches damit verbinden. Viele Fans würden Heppner auch berichten, dass sie Kein Zurück gerne auf ihrer Beerdigung gespielt haben wollten. Er freue sich in solchen Fällen sehr, wenn er merke, dass alles so funktioniert habe, wie er sich das als Künstler ursprünglich mal vorgestellt habe.
In einem Interview mit mucke und mehr gab Heppner an, dass Kein Zurück als Maxi-Single veröffentlicht wurde, weil es für die beiden zum wichtigsten Stück des Albums Casting Shadows geworden sei. 2020 erkläre Heppner über seine Facebookseite, dass zum Veröffentlichungszeitpunkt niemand eine deutschsprachige Single von Wolfsheim wollte, trotz des Erfolges von Die Flut ein paar Jahre zuvor. Sämtliche Radiostationen seien der Meinung gewesen: „Wolfsheim, ja … die finden wir cool … aber nicht in deutsch!“. Die damaligen Musikfernsehsender hätten sofort abgewinkt, eine deutsche Single von Wolfsheim würden sie nicht spielen wollen. Auch die Presse und die Fanforen seien alles andere als begeistert von der Idee einer deutschsprachigen Single gewesen. Heppner habe das damals nicht verstehen können, er sei der Meinung, dass es das Beste gewesen sei, dass er je geschrieben habe. Während Heppner nicht den „Hauch“ eines Zweifels gehabt habe, dass Kein Zurück die erste Singleauskopplung werden „musste“, war es Reinhardt egal. Heppner sei sich so sicher gewesen, dass er laut eigener Aussage auf „stur“ schaltete und zu den Labelverantwortlichen meinte: „Zwingt mich nicht, auf der Einhaltung unserer Verträge zu bestehen (nach denen den Künstlern das Letztentscheidungsrecht zustand). Ich würde das gerne mit euch entscheiden, aber ich mache das auch gegen euch.“ Das Label lenkte letztendlich daraufhin ein.

## Inhalt
| „Immer vorwärts, Schritt um Schritt. Es geht kein Weg zurück! Und was jetzt ist, wird nie mehr ungeschehen. Die Zeit läuft uns davon, was getan ist, ist getan. Und was jetzt ist, wird nie mehr so geschehen.“ – Refrain, Originalauszug | Der Liedtext zu Kein Zurück ist in deutscher Sprache verfasst. Die Musik wurde von Axel Ermes, Peter Heppner und Markus Reinhardt komponiert, der Text gemeinsam von beiden Wolfsheim-Mitgliedern geschrieben. Musikalisch bewegt sich das Lied im Bereich des Synthiepops. Aufgebaut ist das Lied auf drei Strophen und jeweils einem Refrain dazwischen sowie am Ende des Liedes. Der Refrain selbst fiel Heppner spontan ein, es dauerte zwei Tage, bis er ihn in seiner fertigen Version niedergeschrieben hatte. Als zusätzlicher Instrumentalist ist Klaus Knapp an der Gitarre zu hören. Das Stück basiert auf dem Jingle des Hörverlages. Heppner selbst beschrieb die Verbindung zwischen dem Lied und dem Jingle wie folgt: „Es ist ja sehr positiv, was dieser Verlag macht – Literatur für Leute anzubieten, die wenig Zeit haben. Der Jingle gibt dem Lied einen Buchcharakter. Er ist die richtige Einleitung und die passende Einstimmung auf literarische Werke aller Couleur. Diese Wirkung haben wir für unseren sehr lyrischen Song genutzt.“ Im Lied werden die Themen von unerfüllten und bereits erfüllten Träumen behandelt. Das Lied endet mit den Zeilen „Verwirkliche deine Träume jetzt und warte nicht, bis du zu alt dafür bist“, laut Heppner ist dies eine beabsichtigte letzte Motivationszeile, für alle Menschen, die in keiner glücklichen Lebenssituation sind. |

## Musikvideo

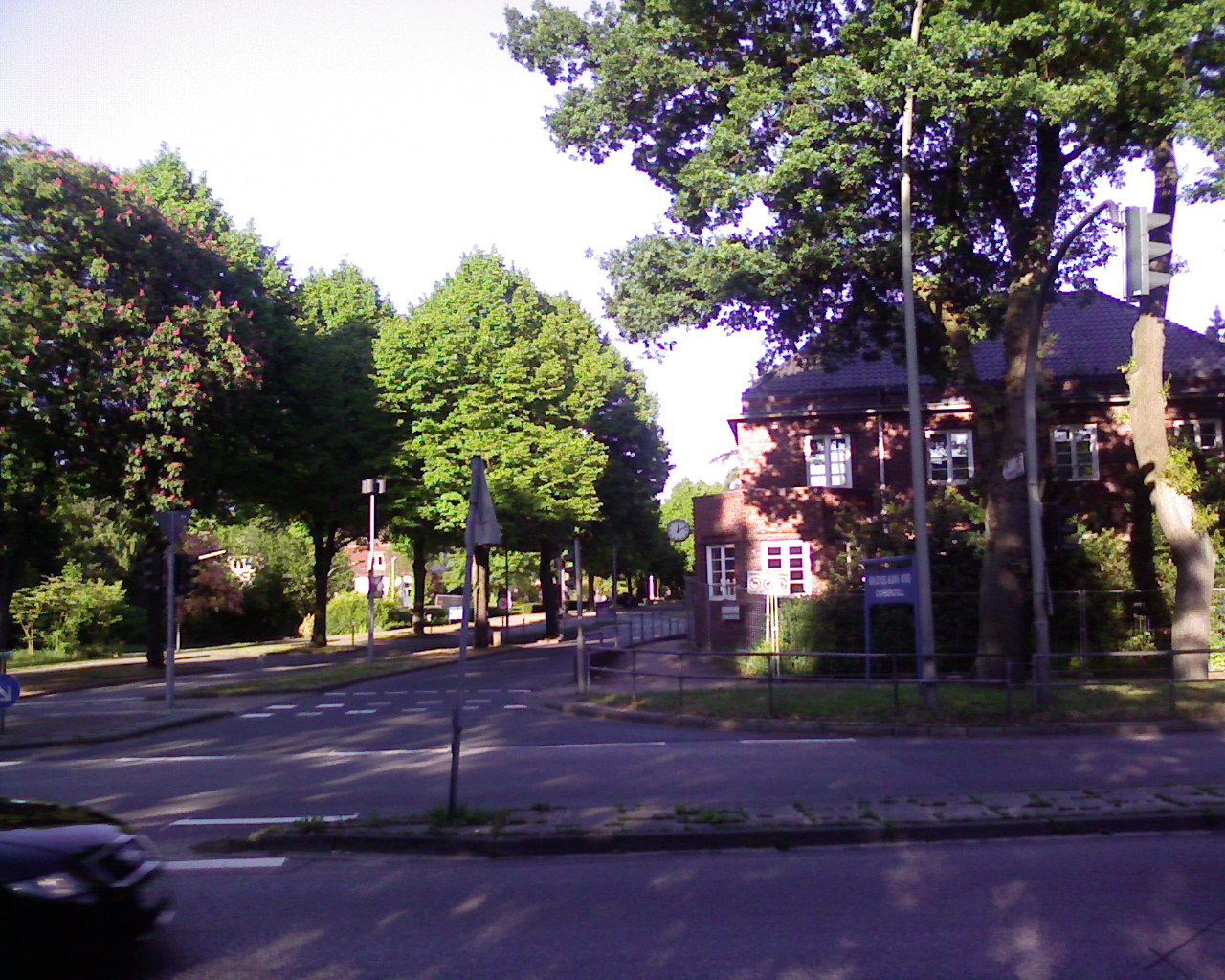
Westlicher Eingang der Asklepios Klinik Nord.

Das Musikvideo zu Kein Zurück wurde in Hamburg-Langenhorn gedreht. Um eine möglichst alltägliche Arbeitssituation beziehungsweise Arbeitsplatzatmosphäre zu zeigen, spielt das Video in der Wäscherei der Asklepios Klinik Nord am Standort Ochsenzoll. Auch einzelne Außenaufnahmen wurden dort gedreht. Beim Video selbst handelt es sich nicht um eine Geschichte, die erzählt werden soll, es geht um die „Stimmung, Dramatik und Dynamik“ einer „Kein Zurück-Situation“. Zu sehen ist eine junge Frau (gespielt von Esther Zimmering), die zunächst an einem Tisch sitzt und ins Leere starrt. In der nächsten Szene sieht man, wie sie zügig durch das Gebäude marschiert und dabei wenig Rücksicht auf ihre Umgebung nimmt. Als sie auf einmal auf ihren Vorgesetzten trifft, verfällt sie in eine Flucht, stürmt zu einer Apparatur und geht fast schon panisch übertrieben ihrer Arbeit nach. Der Vorgesetzte kommt mit zwei Sicherheitsmännern zu ihr, welche sie abführen wollen. Die Frau schlägt und tritt um sich, kann sich losreißen und versucht zu flüchten. Auf der Flucht gerät sie jedoch in eine Sackgasse, woraufhin sie von den beiden Sicherheitsmännern gefasst wird. Die beiden führen sie zu ihrem Spind, wo sie ihre Kleidung wechselt und nach draußen begleitet wird. Gegen Ende des Videos stürmt sie durch das Treppenhaus nach draußen, reißt einen Radfahrer von seinem Rad herunter und geht diesen an. Das Video endet mit einer Nahaufnahme der Frau. Während des Videos fungieren die beiden Wolfsheim-Mitglieder als Mitarbeiter in der Wäscherei und sind immer wieder im Hintergrund an den verschiedenen Schauplätzen zu sehen. Die Gesamtlänge des Videos beträgt 3:50 Minuten. Wie schon bei It’s Hurting for the First Time führte erneut Detlev Buck Regie. Produziert wurde das Musikvideo von Silbersee Film Productions. Im April 2018 offiziell von Heppner auf der Videoplattform YouTube hochgeladen, zählte es bis Februar 2025 über 3,1 Millionen Aufrufe.
Wie auch beim Komponieren und Texten war man sich zunächst unschlüssig, wie man die Emotionen und die Geschichte am besten visualisiert. Buck selbst hatte die Idee, mehrere mögliche Varianten aus vorhandenem Videomaterial zusammenzuschneiden, um die Wirkung der Bilder zu testen. Er erinnerte sich an den Film Rosetta, einen belgischen Spielfilm aus dem Jahr 1999. Er war der Meinung, dass es in diesem eine Szene gäbe, die eigentlich genau zeigen würde, wie es aussehe, wenn jemand eine unumkehrbare Entscheidung trifft und damit genau eine von diesen „Kein-Zurück-Situationen“ erzeuge, wie sie textlich eine Rolle spielten. Das habe Buck versuchsweise auf die Musik geschnitten, wobei sich Heppner begeistert zeigte. Aufgrund von finanziellen und rechtlichen Gründen musste man die Szene neu drehen. Das Budget sei so gering gewesen, dass sie keine Szene doppelt hätten drehen können. Sie seien dazu gezwungen gewesen, das Material zu verwerten, was beim Dreh rauskam, oder es hätte kein Video gegeben. Heppner konnte sich zu diesem Zeitpunkt nicht vorstellen, dass eine deutsche Schauspielerin die Szenen des Musikvideos verkörpert. Buck allerdings traute dies sofort Esther Zimmering zu. Heppner meinte daraufhin: „Detlev … du bist einer der besten Regisseure dieses Landes. Wenn Du mir sagst, dass diese Esther Zimmering das spielen kann, dann glaube ich Dir das … aber du musst mir versprechen, dass wir am Ende nicht mit leeren Händen dastehen.“ Buck erwiderte wiederum: „Die kann das! … und wenn sie’s nicht von selber kann, dann bringe ich sie dazu. Ich verspreche dir: Du wirst nicht mit leeren Händen dastehen.“ Bereits nach der ersten Szene seien sich beide einige gewesen, dass es passt.

## Mitwirkende
| Liedproduktion - Axel Ermes: Komponist - Peter Heppner: Gesang, Komponist, Liedtexter - Andreas Herbig: Abmischung, Musikproduzent, Tonmeister - Klaus Knapp: Gitarre - Tom Meyer: Mastering - Oliver Pinelli: Koproduzent - Markus Reinhardt: Keyboard, Komponist, Liedtexter Musikvideo - Detlev Buck: Regisseur - Christine Rogoll: Regieassistent - Jan Turlach: Beleuchter - Guido Wolff: Filmeditor, Postproduction Supervisor - Esther Zimmering: Schauspielerin | Unternehmen - Silbersee Film Productions: Filmproduzent (Musikvideo) - Graphische Werke Ottensen: Artwork (Cover) - Indigo: Vertrieb - Master & Servant: Mastering - Strange Ways Records: Musiklabel - Tonofen Studio: Abmischung, Tonstudio - Trixx Studios: Abmischung, Tonstudio |

## Kommerzieller Erfolg

### Chartplatzierungen
Kein Zurück erreichte in Deutschland Position vier der Singlecharts und konnte sich insgesamt zehn Wochen in den Top 10 und 23 Wochen in den Charts halten. In Österreich und der Schweiz blieb ein Charteinstieg bis heute verwehrt. Obwohl es das Lied nicht auf Platz eins schaffte, war es trotzdem für einen Zeitraum von elf Wochen das erfolgreichste deutschsprachige Lied in den deutschen Singlecharts. Kein Lied konnte sich länger an der Spitze der deutschsprachigen Lieder im Kalenderjahr 2003 halten. 2003 platzierte sich Kein Zurück auf Position 18 in den deutschen Single-Jahrescharts.
Für Wolfsheim ist dies der vierte Charterfolg sowie ihr erster Top-10-Erfolg in Deutschland. Bis heute konnte sich keine Single des Duos höher und länger in den deutschen Singlecharts platzieren. Auch ein erneutes aufkommen in den Single-Jahrescharts gelang dem Duo nicht mehr. Als Komponist ist dies der sechste Charterfolg Heppners, sowie der fünfte für Reinhardt. Als Liedtexter ist dies bereits der achte Charterfolg Heppners, sowie der fünfte für Reinhardt. Für Heppner ist es nach Die Flut der zweite Top-10-Erfolg als Komponist und Liedtexter, für Reinhardt ist es der erste und bislang einzige.
| ChartsChartplatzierungen | Höchstplatzierung | Wochen |
| ------------------------ | ----------------- | ------ |
| Deutschland (GfK)        | 4 (23 Wo.)        | 23     |

| ChartsJahrescharts (2003) | Platzierung |
| ------------------------- | ----------- |
| Deutschland (GfK)         | 18          |

### Auszeichnungen für Musikverkäufe
2004 wurde Kein Zurück in Deutschland von der BVMI (Bundesverband Musikindustrie) mit einer Goldenen Schallplatte für über 150.000 verkaufte Einheiten ausgezeichnet. Es ist bis heute weltweit die einzige zertifizierte Single Wolfsheims und damit auch die meistverkaufte Single des Duos.
| Land/Region        | Auszeichnungen für Musikverkäufe (Land/Region, Auszeichnung, Verkäufe) | Verkäufe |
| ------------------ | ---------------------------------------------------------------------- | -------- |
| Deutschland (BVMI) | Gold                                                                   | 150.000  |
| Insgesamt          | 1× Gold ·                                                              | 150.000  |

## Coverversionen
- 2004: Henk Westbroek (Geen weg terug), 2004 veröffentlichte der niederländische Sänger eine Maxi-Single von Kein Zurück in seiner Heimatsprache.
- 2005: Scala & Kolacny Brothers, der belgische Mädchenchor veröffentlichte eine Liveversion des Liedes als B-Seite ihrer Single Hungriges Herz.
- 2010: Seelennacht, der deutsche Elektro-Goth-Musiker veröffentlichte ein Cover zu Kein Zurück auf seinem Debütalbum In der Ferne.[18]
- 2017: Peter Heppner & Marcus Meyn/Kim Sanders, während seiner dreißigjährigen Jubiläumstour 30 Years of Heppner sang Heppner an jeweils drei Abenden das Lied im Duett mit Meyn oder Sanders.
- 2022: Udo Dirkschneider, der deutsche Heavy-Metal-Musiker singt hiermit erstmals auf Deutsch. Das Lied erschien am 18. März 2022 als Single.[19]